# Любавін Петро Митрофанович

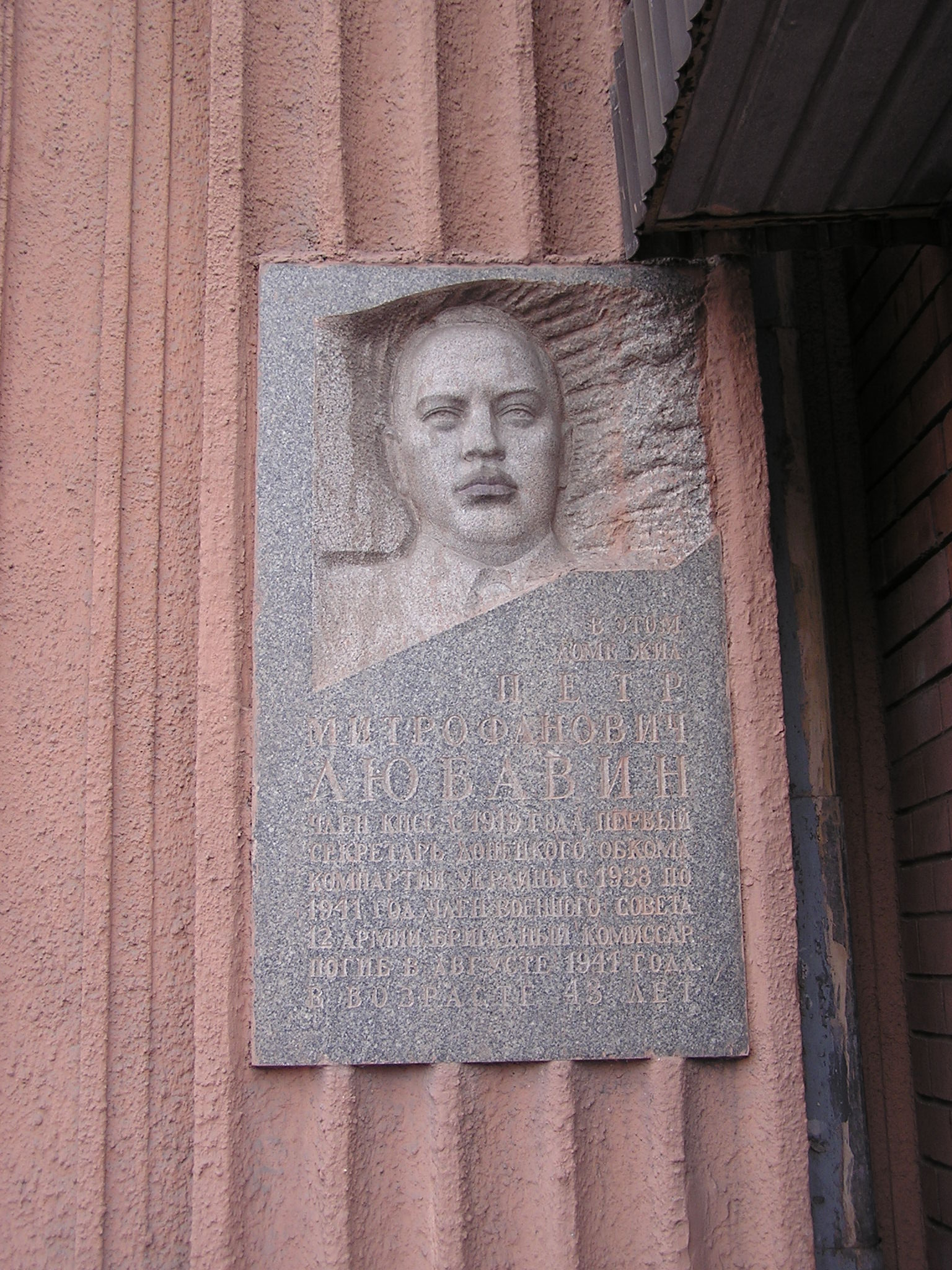
Меморіальна дошка в Донецьку

Люба́він Петро́ Митрофа́нович (1898, місто Воронеж, Воронезька губернія, Російська імперія — 1941, біля села Левківки, тепер Новоархангельського району Кіровоградської області) — український радянський партійний діяч. Депутат Верховної Ради УРСР 1-го скликання (1938–1941). Депутат Верховної Ради СРСР 1-го скликання (1941). Член ЦК КП(б)У (червень 1938 — серпень 1941). Член Оргбюро ЦК КП(б)У (червень 1938 — травень 1940). Кандидат в члени Політбюро ЦК КП(б)У (травень 1940 — серпень 1941). Член ЦК ВКП(б) (березень 1939 — серпень 1941). 

## Біографія
Народився 1898 року в родині робітника-механіка в місті Воронеж, тепер Воронезька область. Росія. У 1912 році закінчив чотирикласну церковноприходську школу в місті Воронежі.
У квітні 1912 — серпні 1915 року — учень слюсаря приватних механічних майстерень у селі Писарівці Богучарського повіту Воронезької губернії. У серпні 1915 — лютому 1916 року — курсант автомобільних курсів у Москві. У лютому 1916 — травні 1917 року — слюсар олійницького заводу в слободі Лівенці Бірючинського повіту Воронезької губернії.
У червні — листопаді 1917 року — рядовий окремої Балтійської морської дивізії російської армії. У листопаді 1917 — березні 1918 року — машиніст млина в слободі Лівенці Бірючинського повіту Воронезької губернії.
У березні — серпні 1918 року — комісар технічного постачання 1-го бронепоїзду Тираспольського загону Червоної армії. У серпні 1918 — січні 1919 року — червоноармієць 1-го Воронезького революційного полку. У січні — липні 1919 року — секретар прифронтової Надзвичайної комісії (ЧК). У липні — грудні 1919 року — в резерві командного складу 59-го батальйону 1-ї запасної бригади.
Член РКП(б) з листопада 1919 року.
У грудні 1919 — січні 1924 року — завідувач збройовою частиною (зброївнею) 112-го відділення стрілецького батальйону військ ВНК-ОДПУ. У січні 1924 — березні 1925 року — помічник начальника застави з політичної частини Кам'янецького (Кам'янець-Подільського) прикордонного загону ОДПУ. У березні 1925 — червні 1926 року — інструктор з політичної роботи Подільського прикордонного загону ОДПУ в місті Могилеві-Подільському.
У червні 1926 — січні 1928 року — слюсар Полтавського державного олійницького заводу Полтавської округи.
У січні 1928 — серпні 1930 року — завідувач відділу кадрів Полтавського окружного комітету КП(б)У.
У серпні 1930 — серпні 1936 року — студент Дніпропетровського хіміко-технологічного інституту. У серпні 1936 року закінчив Дніпропетровський хіміко-технологічний інститут та здобув спеціальність інженера-механіка. У серпні — листопаді 1936 року — інженер-механік Дніпродзержинського азотно-тукового комбінату Дніпропетровської області.
У листопаді 1936 — травні 1937 року — завідувач промислово-транспортного відділу Дніпродзержинського міського комітету КП(б)У. У червні 1937 року — начальник ремонтно-механічної дільниці комбінату, а в червні — листопаді 1937 року — секретар партійного комітету КП(б)У Дніпродзержинського азотно-тукового комбінату.
У листопаді 1937 — квітні 1938 року — 1-й секретар Дніпродзержинського міського комітету КП(б)У Дніпропетровської області.
19 квітня — 5 травня 1938 року — в.о. 3-го секретаря Дніпропетровського обласного комітету КП(б)У.
28 квітня — червень 1938 року — в.о. 2-го секретаря Донецького обласного комітету КП(б)У.
У червні — листопаді 1938 року — 1-й секретар Ворошиловградського обласного комітету КП(б)У.
26 червня 1938 року був обраний депутатом Верховної Ради УРСР 1-го скликання від Рубіжанської виборчої округи № 276 Ворошиловградської області. Член Президії Верховної Ради УРСР 1-го скликання, член постійної комісії законодавчих передбачень Верховної Ради УРСР.
У листопаді 1938 — серпні 1941 року — 1-й секретар Сталінського обласного комітету КП(б)У.
З червня 1941 року — член Військової ради 12-ї армії Південно-Західного фронту, бригадний комісар.
У серпні 1941 року під загрозою потрапити у німецький полон покінчив життя самогубством.
Останки Любавіна були знайдені в 2005 році біля села Левківки Новоархангельського району Кіровоградської області та ідентифіковані Головним бюро судово-медичної експертизи Міністерства охорони здоров'я України. У 2006 році перепохований на Алеї Героїв в парку Вічної Слави у місті Києві.